# Stefanie Seemann
Stefanie Seemann (* 14. Mai 1959 in Mühlacker) ist eine deutsche Politikerin (Bündnis 90/Die Grünen) und seit 2016 Abgeordnete im Landtag von Baden-Württemberg.

## Ausbildung und Beruf
Seemann schloss den Schulbesuch mit dem Abitur 1978 am Theodor-Heuss-Gymnasium Mühlacker ab und absolvierte eine Ausbildung zur Landschaftsgärtnerin. Sie studierte zusätzlich von 2011 bis 2014 an der Fern-Universität Hagen Politik-, Verwaltungswissenschaften, Soziologie mit Abschluss als Soziologin. Danach war sie im Karlsruher Institut für Technologie tätig.

## Politische Tätigkeit
Der Partei Bündnis 90/Die Grünen gehört sie seit 1994 an und bekleidete verschiedene Parteifunktionen. Seemann hat seit 2009 ein Mandat im Gemeinderat von Mühlacker inne. Bei der Landtagswahl in Baden-Württemberg 2016 errang sie ein Direktmandat im Landtagswahlkreis Enz. Sie ist Mitglied des Ausschusses für Wissenschaft, Forschung und Kunst, des Ausschusses für Soziales und Integration und des Petitionsausschusses.
Bei der Landtagswahl 2021 konnte sie ihr Direktmandat mit 30,9 Prozent der Stimmen verteidigen.

## Privates
Seemann ist verheiratet und Mutter von fünf Kindern. Sie ist evangelischer Konfession.